# Vangjush Dako
Vangjush Dako ([vanɟuʃ dakɔ]) (Durrës, 29 november 1966) is een Albanees politicus en sinds 2007 de 33e burgemeester van Albaniës tweede stad, de havenstad Durrës westelijk van Tirana. Dako is lid van de centrumlinkse Socialistische Partij van Albanië (PS) en volgde als burgemeester van Durrës Lefter Koka van de eveneens sociaaldemocratische Socialistische Beweging voor Integratie (LSI) op na de gemeenteraadsverkiezingen van 2007. 
Hij studeerde in 1991 af aan de ingenieurswetenschappelijke faculteit van de Universiteit van Tirana.